# Тугаёган 2-й
Тугаёган 2-й (устар. Туга-Ёган 2-й) — река в России, протекает по Александровскому району Томской области. Устье реки находится в 114 км по левому берегу реки Пиковский Ёган. Длина реки составляет 34 км.

## Данные водного реестра
По данным государственного водного реестра России относится к Верхнеобскому бассейновому округу, водохозяйственный участок реки — Обь от впадения реки Васюган до впадения реки Вах, речной подбассейн реки — Васюган. Речной бассейн реки — (Верхняя) Обь до впадения Иртыша.